# AHL 1977/78
Die Saison 1977/78 war die 42. reguläre Saison der American Hockey League (AHL). Während der regulären Saison sollten die neun Teams der Liga jeweils 80 Begegnungen bestreiten, jedoch kam es aufgrund des vorzeitigen Rückzugs aus der Liga durch die Hampton Gulls zu Veränderungen im Spielplan. Die sechs besten Mannschaften der AHL spielten anschließend in einer Play-off-Runde um den Calder Cup.

## Teamänderungen
Folgende Änderungen wurden vor Beginn der Saison vorgenommen:
- Die Maine Mariners wurden als Expansionsteam in die Liga aufgenommen
- Die Broome Dusters aus der aufgelösten North American Hockey League wurden als Expansionsteam in die Liga aufgenommen und mit den Rhode Island Reds aus der AHL fusioniert. Anschließend wurde das Team in Binghamton, New York, angesiedelt und es spielte fortan unter dem Namen Binghamton Dusters
- Die Philadelphia Firebirds aus der aufgelösten North American Hockey League wurden als Expansionsteam in die Liga aufgenommen
- Die Hampton Gulls aus der aufgelösten Southern Hockey League wurden als Expansionsteam in die Liga aufgenommen

## Reguläre Saison

### Abschlusstabellen
Abkürzungen: GP = Spiele, W = Siege, L = Niederlagen, T = Unentschieden, OTL = Niederlage nach Overtime, GF = Erzielte Tore, GA = Gegentore, Pts = Punkte

Erläuterungen: In Klammern befindet sich die Platzierung innerhalb der Conference;       = Playoff-Qualifikation ,       = Division-Sieger,       = Conference-Sieger

#### Reguläre Saison
| North Division        | GP | W  | L  | T  | GF  | GA  | Pts |
| --------------------- | -- | -- | -- | -- | --- | --- | --- |
| Maine Mariners        | 80 | 43 | 28 | 9  | 305 | 256 | 95  |
| Nova Scotia Voyageurs | 81 | 37 | 28 | 16 | 304 | 250 | 90  |
| Springfield Indians   | 81 | 39 | 33 | 9  | 348 | 350 | 87  |
| Binghamton Dusters    | 81 | 27 | 46 | 8  | 287 | 377 | 62  |

| South Division         | GP | W  | L  | T  | GF  | GA  | Pts |
| ---------------------- | -- | -- | -- | -- | --- | --- | --- |
| Rochester Americans    | 81 | 43 | 31 | 7  | 332 | 296 | 93  |
| New Haven Nighthawks   | 80 | 38 | 31 | 11 | 313 | 292 | 87  |
| Philadelphia Firebirds | 81 | 35 | 35 | 11 | 294 | 290 | 81  |
| Hershey Bears          | 81 | 27 | 44 | 10 | 281 | 324 | 64  |
| Hampton Gulls          | 46 | 15 | 28 | 3  | 142 | 171 | 33  |

### Beste Scorer
Abkürzungen: GP = Spiele, G = Tore, A = Assists, Pts = Punkte, +/- = Plus/Minus, PIM = Strafminuten; Fett: Saisonbestwert
| Spieler        | Team                   | GP | G  | A  | Pts | PIM |
| -------------- | ---------------------- | -- | -- | -- | --- | --- |
| Gord Brooks    | Philadelphia Firebirds | 81 | 42 | 56 | 98  | 40  |
| Rick Adduono   | Rochester Americans    | 76 | 38 | 60 | 98  | 34  |
| Al Hill        | Maine Mariners         | 80 | 32 | 59 | 91  | 118 |
| Bob Collyard   | Philadelphia Firebirds | 79 | 28 | 62 | 90  | 42  |
| André Peloffy  | Springfield Indians    | 67 | 33 | 55 | 88  | 73  |
| Gordie Clark   | Rochester Americans    | 75 | 37 | 51 | 88  | 18  |
| Joe Hardy      | Binghamton Dusters     | 73 | 24 | 63 | 87  | 56  |
| Tom Colley     | New Haven Nighthawks   | 80 | 32 | 54 | 86  | 17  |
| Charlie Simmer | Springfield Indians    | 75 | 42 | 41 | 83  | 100 |

## Calder-Cup-Playoffs

### Modus
Für die Play-offs qualifizierten sich die jeweils drei besten Mannschaften der North Division und der South Division. In den ersten zwei Play-off-Runden wurden die Sieger der jeweiligen Divisions ausgespielt, wobei zunächst der Zweite gegen den Dritten spielte und anschließend der Sieger aus diesem Duell in Runde zwei gegen den Erstplatzierten der regulären Saison. In Runde drei trafen die beiden Division-Sieger im Finale aufeinander. Die ersten Play-off-Runde wurde im Modus Best-of-Five ausgespielt, die zweite Play-off-Runde, sowie das Finale wurden im Modus Best-of-Seven ausgespielt.

### Play-off-Übersicht
|  | Division Halbfinale | Division Halbfinale    | Division Halbfinale |  |  | Division Finale | Division Finale       | Division Finale |  |    | Calder-Cup-Finale | Calder-Cup-Finale    | Calder-Cup-Finale |
|  |                     |                        |                     |  |  |                 |                       |                 |  |    |                   |                      |                   |
|  | North Division      | North Division         | North Division      |  |  | N1              | Maine Mariners        | 4               |  |    |                   |                      |                   |
|  | N2                  | Nova Scotia Voyageurs  | 3                   |  |  | N2              | Nova Scotia Voyageurs | 3               |  |    |                   |                      |                   |
|  | N3                  | Springfield Indians    | 1                   |  |  |                 |                       |                 |  | N1 | Maine Mariners    | 4                    |                   |
|  |                     |                        |                     |  |  |                 |                       |                 |  |    | S2                | New Haven Nighthawks | 1                 |
|  | South Division      | South Division         | South Division      |  |  | S1              | Rochester Americans   | 2               |  |    |                   |                      |                   |
|  | S2                  | New Haven Nighthawks   | 3                   |  |  | S2              | New Haven Nighthawks  | 4               |  |    |                   |                      |                   |
|  | S3                  | Philadelphia Firebirds | 1                   |  |  |                 |                       |                 |  |    |                   |                      |                   |

### Calder-Cup-Sieger
| Calder-Cup-Sieger Maine Mariners | Torhüter: Pete Peeters, Rick St. Croix Verteidiger: Norm Barnes, Frank Bathe, Guy Delparte, Terry Murray, Dennis Patterson, Rudolf Tajcnár Angreifer: Brian Burke, Mike Busniuk, Drew Callander, Steve Coates, Jim Cunningham, Blake Dunlop, Paul Evans, Tom Gorence, Al Hill, Bernie Johnston, John Paddock, Larry Romanchych, Wayne Schaab Cheftrainer: Bob McCammon General Manager: Keith Allen |

## Vergebene Trophäen

### Mannschaftstrophäen
| Auszeichnung                                                             | Team                |
| ------------------------------------------------------------------------ | ------------------- |
| Calder Cup Gewinner der AHL-Playoffs                                     | Maine Mariners      |
| F. G. „Teddy“ Oke Trophy Bestes Team der North Division, Reguläre Saison | Maine Mariners      |
| John D. Chick Trophy Bestes Team der South Division, Reguläre Saison     | Rochester Americans |

### Individuelle Trophäen
| Auszeichnung                                                                                    | Spieler          | Team                   |
| ----------------------------------------------------------------------------------------------- | ---------------- | ---------------------- |
| Les Cunningham Award MVP der regulären Saison                                                   | Blake Dunlop     | Maine Mariners         |
| John B. Sollenberger Trophy Bester Scorer                                                       | Rick Adduono     | Rochester Americans    |
| John B. Sollenberger Trophy Bester Scorer                                                       | Gord Brooks      | Philadelphia Firebirds |
| Dudley „Red“ Garrett Memorial Award Bester Rookie                                               | Norm Dupont      | Nova Scotia Voyageurs  |
| Eddie Shore Award Bester Verteidiger                                                            | Terry Murray     | Maine Mariners         |
| Harry „Hap“ Holmes Memorial Award Torhüter mit dem geringsten Gegentorschnitt                   | Maurice Barrette | Nova Scotia Voyageurs  |
| Harry „Hap“ Holmes Memorial Award Torhüter mit dem geringsten Gegentorschnitt                   | Bob Holland      | Nova Scotia Voyageurs  |
| Louis A. R. Pieri Memorial Award Bester Trainer                                                 | Bob McCammon     | Maine Mariners         |
| Fred T. Hunt Memorial Award Für den Spieler, der durch Fairness, Einsatz und Hingabe herausragt | Blake Dunlop     | Maine Mariners         |